# 絽

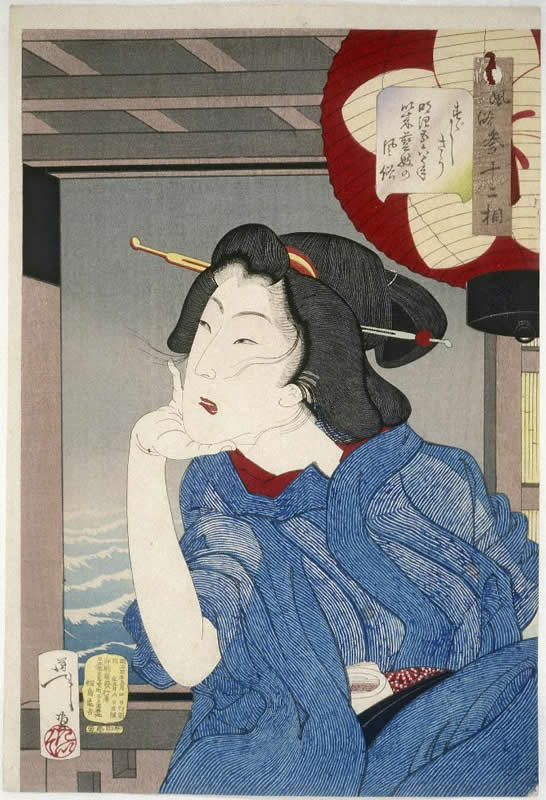
月岡芳年『風俗三十二相』より「すずしさう 明治五六年以来 芸妓の風俗」

絽（ろ）は綟り織（もじりおり）で織られる、薄く透き通った絹織物の一種。
江戸時代に夏の衣料に用いる生地として発展した織物で、紗の変形に当たる。
大きく分けて、生糸で作る生絽と半練り糸で作る練絽があり、糸の使い方や織り方などによって数多くの種類がある。
通気性が高いので、夏物の着物、帯、袋物などに使われる。
基本的な織り方は羅や紗と共通するが、絽は7・5・3本おきに横糸に2本の縦糸を交差させて織っていくもので、織り上がったものはそれぞれ七本絽・五本絽・三本絽と呼ぶ。
産地としては大聖寺・桐生・八王子などが有名。